# Severin Freund
Severin Freund, född 11 maj 1988 i Freyung, Niederbayern, Västtyskland, nära tjeckiska gränsen, är en tysk tidigare utövare i nordisk kombination och nuvarande backhoppare. Han är bosatt i Waldkirchen och tävlar för WSV DJK Rastbüchl.

## Karriär
Sverin Freund började sin idrottskarriär som utövare i nordisk kombination 1993, men satsade snart på specialbackhoppning. Han deltog i junior-VM 2008 i Zakopane och blev juniorvärldsmästare i lagtävlingen i stora backen.
Januari 2011 tog han sin första världscupseger. 15 januari vann han i Ōkurayama-backen i Sapporo före österrikaren Thomas Morgenstern och Adam Małysz från Polen. Dagen efter segern slutade han på andra plats (efter Andreas Kofler) i andra världscuptävlingen i Ōkurayama-backen och veckan därpå slutade han på en tredje plats i Wielka Krokiew i Zakopane. 30 januari 2011 stod Freund åter på toppen av prispallen efter segern i världscuptälingen i Mühlenkopfbacken i Willingen. Severin Freund blev nummer 7 sammanlagt i världscupen 2010/2011. Det är hans bästa resultat sammanlagt i världscupen. Han har fyra säsonger i världscupen.
Under Skid-VM 2011 i Holmenkollen i Oslo vann tyska laget (Martin Schmitt, Michael Neumayer, Michael Uhrmann och Severin Freund) bronsmedaljen i normalbacken (Midtstubacken) efter Österrike och Norge. I stora backen blev tyska laget nummer 4. I de individuella tävlingarna blev Freund nummer 7 i normalbacken och nummer 12 i stora backen.
Severin Freund har tävlat två säsonger (2010/2011 och 2011/2012) i Tysk-österrikiska backhopparveckan. Hans bästa säsong hittills i backhopparveckan är säsongen 2011/2012 då han blev nummer 7 sammanlagt. Hans bästa deltävling var öppningstävlingen i Schattenbergbacken i Oberstdorf där han blev nummer 4.
Freund har tävlat 3 säsonger i Sommar-Grand-Prix. 2010 blev han nummer 7 sammanlagt och 2011 blev han nummer 10. 
Under Världsmästerskapen i skidflygning i Vikersund 2012 blev Richard Freitag silvermedaljör i laghoppningen tillsammans med lagkompisarna Richard Freitag, Maximilian Mechler och Andreas Wank. Österrikarna var 23,2 poäng före Tyskland och 68,0 poäng före Slovenien.
Severin Freund har 4 guldmedaljer (individuell) och en silvermedaljer från tyska mästerskap.